# Kiełbowo
Kiełbowo – wieś sołecka w Polsce położona w województwie mazowieckim, w powiecie płońskim, w gminie Raciąż.
W latach 1954–1959 wieś należała i była siedzibą władz gromady Kiełbowo, po jej zniesieniu w gromadzie Gralewo. W latach 1975–1998 miejscowość administracyjnie należała do województwa ciechanowskiego.
Wierni Kościoła rzymskokatolickiego należą do parafii św. Małgorzaty w Gralewie.